# Coppa di Francia 1956-1957
La Coppa di Francia 1956-1957 è stata la 40ª edizione della coppa nazionale di calcio francese.

## Risultati

### Trentaduesimi di finale
| Squadra 1           | Risultato   | Squadra 2          |
| ------------------- | ----------- | ------------------ |
| Olympique Alès      | 6 - 1       | Limoges            |
| FC Nancy            | 0 - 0 (dts) | Sète               |
| Nantes              | 6 - 2       | Saint-Malo         |
| Nizza               | 1 - 0       | Rodez              |
| Nîmes               | 3 - 1       | Stade Ruffécois    |
| Perpignan           | 1 - 0       | Draguignan         |
| RC Paris            | 8 - 0       | SC Saint-Nazaire   |
| Quevilly-Rouen      | 2 - 0       | US Viesly          |
| Stade Reims         | 4 - 0       | Mulhouse           |
| Rennes              | 3 - 2       | Roubaix-Tourcoing  |
| Saint-Étienne       | 5 - 2       | US Normande        |
| Sedan-Torcy         | 2 - 0       | Rouen              |
| Sochaux             | 7 - 1       | JA Armentières     |
| Strasburgo          | 2 - 1       | Besançon           |
| Tolosa              | 2 - 1       | Montceau Bourgogne |
| Monaco              | 3 - 1       | Thiers             |
| Metz                | 1 - 0       | Tolone             |
| Olympique Marsiglia | 2 - 1       | Fontainebleau      |
| Angers              | 5 - 0       | Chateaudun         |
| Béziers             | 3 - 2       | CA Château-Gombert |
| Blénod              | 4 - 1       | AS Mulhouse        |
| Bordeaux            | 2 - 0       | Stade Briochin     |
| Caen                | 2 - 1       | AS Corbeil-Essonne |
| Cannes              | 1 - 0       | US Aubenas         |
| US Denain           | 3 - 1       | Boulogne           |
| SCU El Biar         | 1 - 1 (dts) | Pays d'Aix         |
| Grenoble            | 2 - 0       | Abbeville          |
| ES Juvisy-sur-Orge  | 3 - 2       | Brest              |
| Lens                | 10 - 0      | AAJ Blois          |
| Lilla               | 10 - 0      | CSP Rehon          |
| Olympique Lione     | 5 - 1       | AS Giraumont       |
| Valenciennes        | 3 - 1       | SPN Vernon         |

#### Spareggi
| Squadra 1   | Risultato | Squadra 2  |
| ----------- | --------- | ---------- |
| FC Nancy    | 5 - 1     | Sète       |
| SCU El Biar | 1 - 0     | Pays d'Aix |

### Sedicesimi di finale
| Squadra 1       | Risultato   | Squadra 2           |
| --------------- | ----------- | ------------------- |
| Angers          | 1 - 0       | RC Paris            |
| Tolosa          | 2 - 2 (dts) | Lens                |
| Sochaux         | 3 - 2       | Saint-Étienne       |
| Sedan-Torcy     | 1 - 1 (dts) | Olympique Alès      |
| Perpignan       | 2 - 1       | Olympique Marsiglia |
| Nîmes           | 2 - 2 (dts) | Valenciennes        |
| FC Nancy        | 2 - 1       | Rennes              |
| Monaco          | 1 - 1 (dts) | Caen                |
| Olympique Lione | 2 - 2 (dts) | Nantes              |
| Nizza           | 3 - 0       | Béziers             |
| Bordeaux        | 6 - 1       | Blénod              |
| Cannes          | 2 - 0       | Quevilly-Rouen      |
| US Denain       | 2 - 0       | ES Juvisy-sur-Orge  |
| SCU El Biar     | 2 - 0       | Stade Reims         |
| Grenoble        | 2 - 1       | Metz                |
| Lilla           | 4 - 1       | Strasburgo          |

#### Spareggi
| Squadra 1       | Risultato   | Squadra 2      |
| --------------- | ----------- | -------------- |
| Tolosa          | 3 - 0       | Lens           |
| Sedan-Torcy     | 3 - 1       | Olympique Alès |
| Nîmes           | 0 - 0 (dts) | Valenciennes   |
| Monaco          | 3 - 1       | Caen           |
| Olympique Lione | 4 - 1       | Nantes         |

#### Replay
| Squadra 1 | Risultato | Squadra 2    |
| --------- | --------- | ------------ |
| Nîmes     | 3 - 1     | Valenciennes |

### Ottavi di finale
| Squadra 1   | Risultato   | Squadra 2       |
| ----------- | ----------- | --------------- |
| Angers      | 1 - 0       | US Denain       |
| Bordeaux    | 1 - 0       | Perpignan       |
| Cannes      | 1 - 0       | FC Nancy        |
| Lilla       | 4 - 0       | SCU El Biar     |
| Nizza       | 1 - 0       | Olympique Lione |
| Nîmes       | 4 - 3       | Monaco          |
| Sedan-Torcy | 3 - 1       | Sochaux         |
| Tolosa      | 0 - 0 (dts) | Grenoble        |

#### Spareggi
| Squadra 1 | Risultato | Squadra 2 |
| --------- | --------- | --------- |
| Tolosa    | 2 - 0     | Grenoble  |

### Quarti di finale
| Squadra 1 | Risultato   | Squadra 2   |
| --------- | ----------- | ----------- |
| Angers    | 0 - 0 (dts) | Nîmes       |
| Bordeaux  | 2 - 1       | Cannes      |
| Nizza     | 2 - 2 (dts) | Lilla       |
| Tolosa    | 3 - 2       | Sedan-Torcy |

#### Spareggi
| Squadra 1 | Risultato | Squadra 2 |
| --------- | --------- | --------- |
| Angers    | 4 - 1     | Nîmes     |
| Nizza     | 7 - 1     | Lilla     |

### Semifinali
| Squadra 1 | Risultato | Squadra 2 |
| --------- | --------- | --------- |
| Tolosa    | 3 - 2     | Nizza     |
| Angers    | 1 - 0     | Bordeaux  |

### Finale
| Arbitro: | Jack Clough |

| |            | |
| Dereuddre 11’, 24’ Bouchouk 28’ Bocchi 61’ Di Loreto 85’ Brahimi 89’ | Marcatori  | 35’ Biancheri 83’ (aut.) Boucher 88’ Bourrigault |
| Guy Rouxel Richard Boucher René Pleimelding Guy Nungesser Robert Bocchi Pierre Cahuzac Saïd Brahimi René Dereuddre Eduardo Di Loreto Aulis Rytkönen Abdelhamid Bouchouk | Formazioni | Eugène Fragassi Wladislaw Kowalski Jules Sbroglia Antoine Pasquini Casimir Hnatow Claude Bourrigault Alphonse Le Gall Kurt Schindlauer Jean Tison Henri Biancheri Marcel Loncle |
| Jules Bigot | Allenatori | Walter Presch |